# Jorge (emperador de Trebisonda)
Jorge Comneno (en griego: Γεώργιος Μέγας Κομνηνός, Geōrgios Megas Komnēnos; c. 1255-después de 1284) fue emperador de Trebisonda de 1266 a 1280. Fue el hijo mayor del emperador Manuel I y su tercera esposa, Irene Siricaina, una noble trapisondesa. Jorge fue el primer emperador de la dinastía en usar oficialmente el título de Megas Komnenos ("gran Comneno"), que anteriormente era sólo un apodo.
Jorge sucedió a su medio hermano mayor Andrónico II en 1266. Jorge siguió una política anti-aristocrática y se alió con Carlos de Anjou y los anti-unionistas contra el emperador bizantino Miguel VIII Paleólogo. Esto, y su aparente incapacidad de proporcionar un apoyo eficaz contra los mamelucos de Egipto, provocaron la ira de su señor, el ilkán mongol Abaqa. Abaqa fue un aliado bizantino y al parecer llamó a Jorge a comparecer ante su presencia. Jorge fue entregado a los mongoles por sus cortesanos en el camino a la residencia del ilkán en Tabriz en 1280 y perdió su trono. Su hermano menor Juan II lo reemplazó.
Aunque algunas crónicas armenias informan que Jorge fue ejecutado por el ilkán, ellas están equivocadas, ya que Jorge sobrevivió y fue puesto en libertad después de la muerte de Abaqa en 1282. En 1284 Jorge invadió Trebisonda, en un intento de recuperar su trono. Sin embargo, sus fuerzas fueron derrotadas nuevamente, pero Jorge se las arregló para escapar y pasó un tiempo vagando por las montañas antes de ser capturado. El exilio y las aventuras de Jorge le valieron el apodo de «el errante» o «el vagabundo» (Πλάνος, Planos) en la Crónica de Miguel Panareto.
Con un matrimonio desconocido o con su amante, Jorge tuvo una hija de nombre desconocido, que se casó con un noble georgiano. Otra posible hija (o hermana) se casó con el rey Demetrio II de Georgia.